# 花楷槭
花楷槭（学名：Acer ukurunduense）为槭树科槭属下的一个种。

## 扩展阅读
維基物種上的相關：花楷槭